# حزب السلام والتنمية
حزب السلام والتنمية (بالصومالية: Xisbiga Nabadda Iyo Horumarka)‏ هو حزب سياسي في الصومال. تأسس في أبريل 2011 من قبل حسن شيخ محمود، رئيس الصومال السابق.  انتخبه أعضاء الحزب بالإجماع كرئيس في أبريل 2011، مع تفويض للعمل كزعيم للسنوات الثلاث القادمة.  كما أن لقيادة الحزب علاقات مع الإصلاح، فرع جماعة الإخوان المسلمين في الصومال. 
في أكتوبر 2019، انضم الحزب إلى منتدى الأحزاب الوطنية، وهو تحالف للأحزاب السياسية الصومالية التي وافقت على العمل معًا لحل القضايا السياسية والأمنية في الصومال.